# Canada aux Jeux olympiques d'hiver de 1984
L'équipe olympique du Canada a participé aux Jeux olympiques d'hiver de 1984 à Sarajevo en Yougoslavie. Elle prit part aux Jeux olympiques d'hiver pour la quatorzième fois de son histoire et son équipe formée de soixante sept athlètes remporta deux médailles d'or, une d'argent et une de bronze ;celles Gaétan Boucher au Patinage de vitesse et de Brian Orser au Patinage artistique.
| Sport                  | Discipline | Athlète(s)     | Date       |
| Médaille d'Or : 2      |            |                |            |
| Patinage de vitesse    | 1 000 m    | Gaétan Boucher | 14 février |
| Patinage de vitesse    | 1 500 m    | Gaétan Boucher | 16 février |
| Médaille d'Argent : 1  |            |                |            |
| Patinage artistique    | Individuel | Brian Orser    | inconnue   |
| Médaille de Bronze : 1 |            |                |            |
| Patinage de vitesse    | 500 m      | Gaétan Boucher | 10 février |